# ペイデイローン

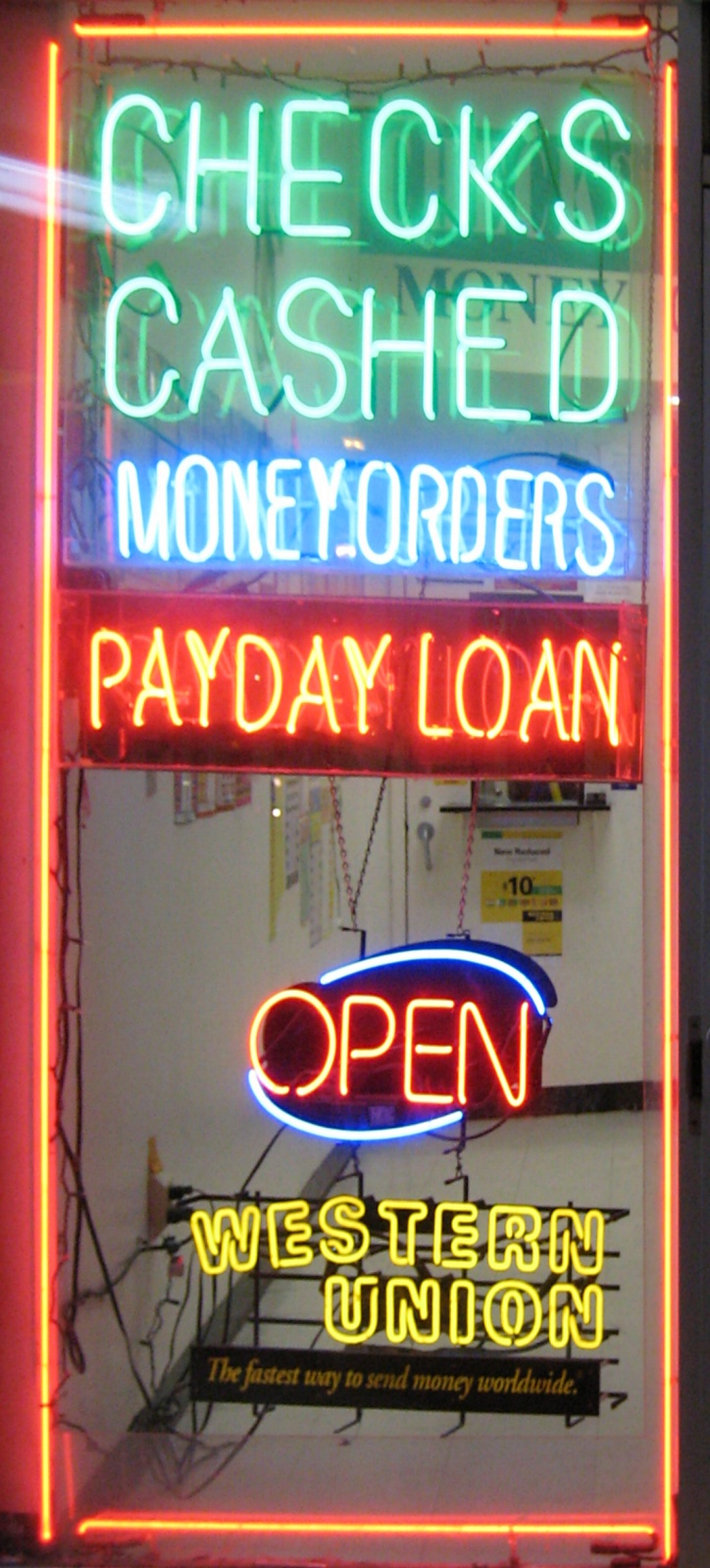
アメリカヴァージニア州フォールズチャーチにあるペイデイローンの看板

ペイデイローン（英: payday loan）とは、アメリカの消費者金融が給料を担保に提供する、短期の小口ローンサービス。数百%の非常に高い利息（年利換算）での貸し付けとなる。ペイデーローンとも。

## 概要
ペイデイローンは、次回もらう給料を担保に、貸し付けを行う。
通常、利息制限は州法等により年利10%台となっている。ペイデイローンでは、貸し付け時に貸付金額に加えて（実際には使用できない）商品券をつけ、返済時には商品券の額を含めた金額を返済させることによって、利息制限を回避する手法を取っている。
貸し付け額は小口で、200 - 300ドルくらいという。
サブプライム問題によって生活が苦しくなった個人が、日々の生活費のための資金繰りとして、ペイデイローンに手を出すケースが増えている。
州によっては違法金利になっている例もある。

## 手法の例
例）100ドルを貸し付ける場合
1. 利用者が業者に100ドルの貸付けを申し込む
2. 業者は、100ドルの現金の他に使用できない商品券を10ドル分をつけて個人に貸し付ける。返済期限は2週間。
3. 利用者は2週間後までに110ドルを業者に返す（実際には利用者は貸付け時に110ドルの額面の小切手を業者に渡しており、業者はこれを返済期日に銀行に取立てに出すことにより返済完了となるので、利用者は業者に出向く必要はないーこれが写真の中の「checks cashed」の文字の意味である）。

## 返済期限について
ペイデイローンの返済期限は、2週間が多い。これは、アメリカの給料の支払いが、一般職の場合月2回が多い ため、「次の給料」が2週間後には支払われるためである。